# Estación de Alfaz del Pi (TRAM Alicante)
Alfaz del Pi es una estación del TRAM Metropolitano de Alicante donde presta servicio la línea 9. Está situada fuera del casco urbano de Alfaz del Pi, hacia el sur por la carretera autonómica CV-763.

## Localización y características
Se encuentra ubicada junto al paseo de la Media Legua, desde donde se accede. Dispone de dos andenes, dos vías, el edificio de la estación y otros de servicios. En esta parada se detienen los nuevos trenes duales de la línea 9.

## Líneas y conexiones
| << Cabecera | < Estación | Línea | Estación > | Cabecera >> |
| ----------- | ---------- | ----- | ---------- | ----------- |
| Benidorm    | Camí Coves |       | El Albir   | Denia       |